# آب‌انبار بازار نو
آب‌انبار بازار نو مربوط به دوره قاجار است و در اردکان، خیابان امام، کوچه شماره ۲ (کوچه بازار نور) واقع شده و این اثر در تاریخ ۲ بهمن ۱۳۸۲ با شمارهٔ ثبت ۱۰۸۶۰ به‌عنوان یکی از آثار ملی ایران به ثبت رسیده است.